# Willemijn Bos
Willemijn Bos (2 de maio de 1988) é uma jogadora de hóquei sobre a grama neerlandesa, medalhista olímpica.

## Carreira
Willemijn Bos integrou o elenco da Seleção Neerlandesa Feminina de Hóquei Sobre Grama, nas Olimpíadas de 2016, conquistando a medalha de prata.